# Solna terapija
Solna terapija (s tujko haloterapija) je alternativna terapija, ki vključuje suho inhalacijo aerosola soli, ki se ustvarja z napravo, imenovano halogenerator. Včasih se izvajajo se v prostoru, ki je lahko namensko oblikovan s soljo, znanemu kot solna soba. Za solno sobo je značilen dekor iz soli (površine sten, stropa in tal so prekrite s soljo). Plast nanešene soli na površine solne sobe je samo dekorativne narave in ne zajema pojma solna terapija. Solna soba je lahko narejena tudi iz himalajskih solnih zidakov ali pa so stene solne sobe gole. Solna terapija se izvaja s halogeneratorjem, kamor se vsuje medicinsko sol, ta pa jo vpiha v obliki aerosola v prostor. Velikost delcev aerosola soli, vpihanega v prostor je od 1 do 10 mikrona. Večji delci so primerni za zgornja dihala (5-10 mikronov), manjši delci pa prodrejo v spodnja dihala in kožo (1-5 mikronov). 
Aerosol soli omogoča, da je zrak v solni sobi praktično brez alergenov in ustvarja skoraj sterilno okolje. Solne terapije se uporabljajo za blaženje simptomov bolezni spodnjih in zgornjih dihal ter kože, kot so dermatitis, luskavica in ekcemi, saj naj bi spodbudile prečiščevanje sluznic in vrhnjice kože. Zagovorniki trdijo, da so primerne za sledeča stanja:
- astma
- bronhitis
- bronhiolitis
- angina
- pljučnica
- sinusitis
- rinitis
- laringitis
- prehlad
- smrkelj
- faringitis
- viroze
- dermatitis
- luskavica
- ekcemi
- mozoljavost
- vnetja ušes
- relaksacija
- preventiva
Vendar pa za večino indikacij zaenkrat ni prepričljivih kliničnih dokazov. Nekatere študije so potrdile učinkovitost pri izboljšanju simptomov kronične obstruktivne pljučne bolezni, a so praviloma slabe kakovosti in njihovi rezultati so vprašljivi. Inhalacija hipertonične raztopine soli lahko spodbudi bronhokonstrikcijo, kar je lahko uporabno pri diagnozi ali oceni simptomov astme.
Solnih terapij se ne obiskuje z vročino in težjimi boleznimi kot so:
- huda hipertenzija (bolezensko visok krvni tlak)
- krvavitve
- bolezni krvi v akutni fazi
- akutna faza bolezenskih dihal
- huda kronična respiratorna odpoved
- aktivna tuberkuloza
- mentalne bolezni in kakršnokoli uživanje prepovedanih substance
- rakave bolezni
- zastrupitve
- bolezni presnove
- nosečnost
- odpoved organov (predvsem jeter in srca)
- pljuvanje krvi
- srčno popuščanje
- kronične obstruktivne pljučne bolezni v zadnjem stadiju.

Solne terapije so v sistem zdravstva vključene v Rusiji in Estoniji, kot del rehabilitacijskega programa za dihala. Poznane so skoraj po vsem svetu, izvajajo jih v nekaterih bolnišnicah, wellnessih in zdraviliščih in solnih sobah.